# Сінтія Екерт
Сінтія Екерт (англ. Cynthia Eckert; 27 жовтня 1965) — американська академічна веслувальниця.
Срібна призерка Олімпійських Ігор 1992 року в складі розпашної четвірки без стернової, учасниця 1988 року.
Срібна призерка Чемпіонату світу 1990 (вісімки), 1991 (розпашні четвірки без стернової) років.